# Rodrigo Rodríguez Rodríguez
Rodrigo Rodríguez Rodríguez, es un jugador de ajedrez español que alcanzó la categoría de maestro nacional.

## Resultados destacados en competición
Fue una vez subcampeón de España en el año 1953 por detrás del maestro internacional Román Torán Albero, el campeonato se disputó en Galicia y por primera vez en cuatro ciudades diferentes La Coruña, Villagarcía de Arosa, Pontevedra y Vigo.